# Gino Bergami
Gino Bergami (Tricase, 7 aprile 1903 – 10 novembre 1976) è stato un fisiologo e politico italiano.

## Biografia
Docente dal 1936 di fisiologia umana all'Università degli Studi di Napoli Federico II, si dedicò a ricerche nel campo della fisiologia dell'alimentazione e dell'elettrofisiologia.
Ricoprì in diversi governi il ruolo di sottosegretario; all'agricoltura e foreste nel Governo Badoglio II e Bonomi II con ministro Fausto Gullo. Fu Alto Commissario per l'Igiene e la Sanità Pubblica nel Governo De Gasperi I e II in alternanza con Nicola Perrotti. Nel 1945 fece parte della Consulta.